# Hypoplexia mictochroa
Hypoplexia mictochroa là một loài bướm đêm trong họ Noctuidae.